# Synthesizers.com
Synthesizers.com, även kallat bara .com, dotcom eller The Arrick Modular (efter företagets grundare Roger Arrick), är en synthesizertillverkare i Tyler, Texas, som bygger synthmoduler liknande de Moog tillverkade under 50-, 60- och 70-talet. Synthesizers.coms moduler är så lika Moogs till utseendet att rykten spred sig under Synthesizers.coms barndom att det hela var en bluff . Det visade sig dock att så inte var fallet och till slut blev Synthesizers.com en väletablerad modulsynthtillverkare, nu störst inom sitt modulsynthformat (kallas moog- eller, nu för tiden oftare använt, dotcomformatet). 
Synthesizers.coms och Moogs moduler är av samma format, både fysiskt och elektroniskt, vilket innebär att de kan integreras i varandras system utan några adaptrar eller spänningsomvandlare. 